# Monte Stanley

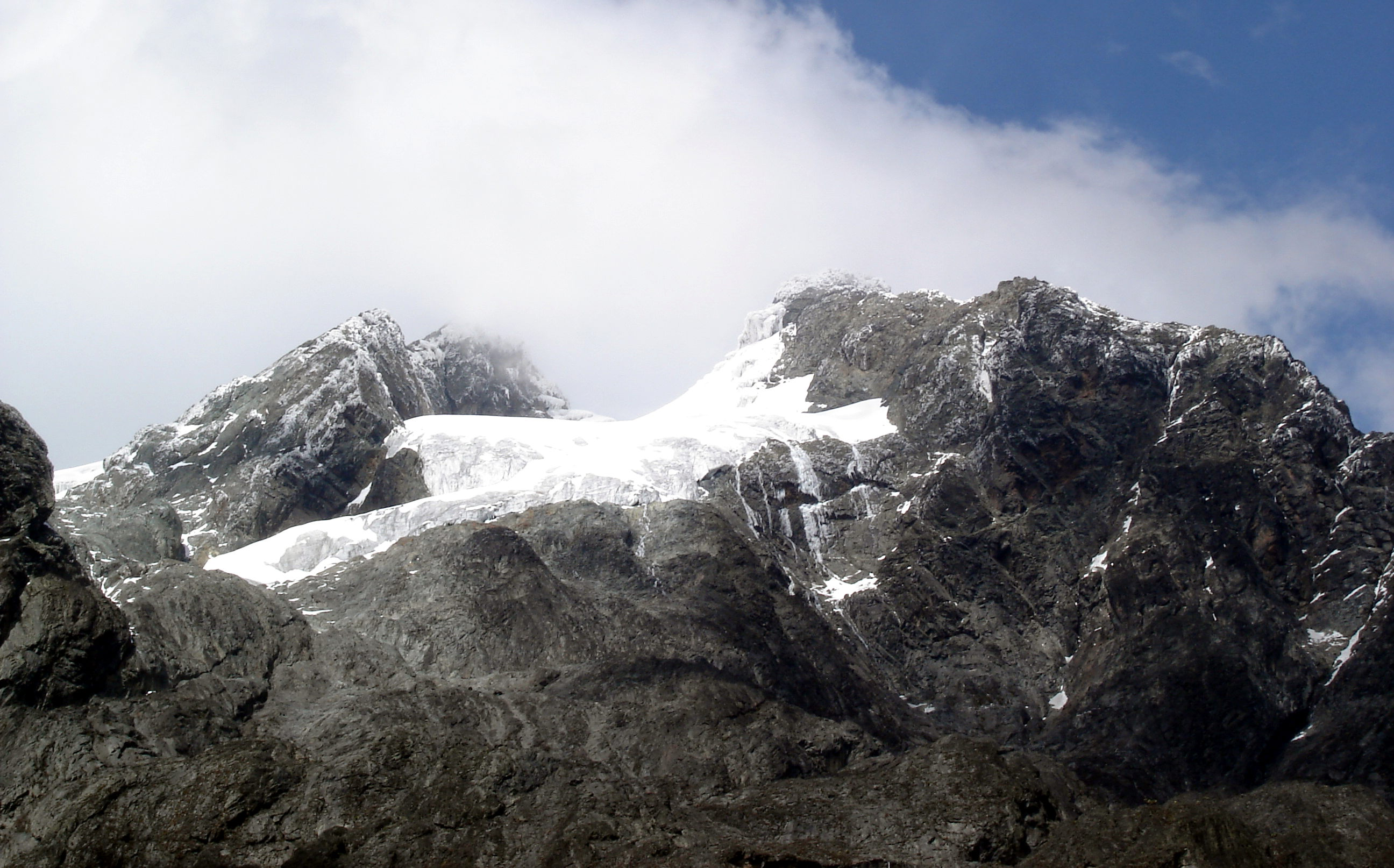
Cumbre del Pico Alejandra y del Pico Margarita visto desde Uganda

El monte Stanley, también conocido como Ngaliema, es un macizo ubicado en el cordón montañoso Rwenzori, en la frontera entre la República Democrática del Congo y Uganda, entre los lagos Alberto y Eduardo. Con una altura de 5109 m s. n. m., es la montaña más alta de los respectivos países, y la tercera más alta de África, después del Kilimanjaro (5895 m) y el monte Kenia (5199 m). El pico y otros picos que lo rodean son suficientemente altos para conservar glaciares. Forma parte del parque nacional de los Montes Ruwenzori, un lugar Patrimonio de la Humanidad declarado por la Unesco.
Se considera, que las montañas Rwenzori y el Monte Stanley corresponden a los montes míticos referidos en el siglo II d. C. por el geógrafo griego Tolomeo como la fuente de origen del río Nilo, conocidas como las Montañas de la Luna. Las aguas de deshielo del Monte Stanley alimentan el lago Alberto, una de las fuentes del río Nilo.

## Características
El Monte Stanley, está compuesto por dos cumbres gemelas, y una serie de cumbres más pequeñas:
- Margherita ("Pico Margarita"), 5109 m s. n. m.
- Alexandra ("Pico Alejandra"), 5091 m s. n. m.
- Albert ("Pico Alberto"), 5087 m s. n. m.
- Savoia ("Pico Saboya"), 4977 m s. n. m.
- Ellena ("Pico Elena"), 4968 m s. n. m.
- Elizabeth ("Pico Isabel"), 4929 m s. n. m.
- Phillip ("Pico Felipe"), 4920 m s. n. m.
- Moebius ("Pico Moebius"), 4916 m s. n. m.
- Great Tooth ("Pico Gran Diente"), 4603 m s. n. m.

## Historia
El monte Stanley proviene del periodista y explorador, sir Henry Morton Stanley, el primer explorador europeo en observar la existencia del macizo en 1876. En 1888 pudo constatar la existencia de glaciares y laderas nevadas en la montaña. Las primeras exploraciones realizadas no lograron conseguir la cumbre, dadas las difíciles condiciones de la montaña, la espesa selva que la circunda, y las condiciones meteorológicas cambiantes.
Fue escalado por primera vez en 1906, por el explorador italiano Luis Amadeo de Saboya, Duque de los Abruzos, junto a Joseph Petigax, Cesar Ollier y Josef Brocherel. En la expedición acompañaban al Duque de los Abruzos 6 científicos, 4 alpinistas y el fotógrafo Vittorio Sella, y alrededor de 300 cargadores. Llamó "Margherita" al pico más alto del Monte Stanley, en honor a la reina Margarita de Italia.
El monte Stanley fue ascendido y esquiado por Justin Long en junio de 2010 en el nombre de la caridad. Llamando la atención sobre las serias y tratables enfermedades que mueren a uno de cada 7 niños ugandeses, Justin esquió por el glaciar Plateau de Stanley en el nombre del Hospital de Niños de los Santos Inocentes. Justin fue el primer esquiador en usar la nueva ruta Rwenzori meridional desde el trekking de Kilembe sobre 80 km a pie. Aficionados del equipo Vancouver Canucks NHL también entraron y ganaron un concurso para revelar la bandera de su equipo en la cumbre del monte Stanley, que llevaba Justin conforme esquiaba por el glaciar de la plateau Stanley.
Sin pretenderlo, Justin Long también estableció el récord de convertirse en el más joven que jamás esquiase en el monte Stanley, a los 21 años de edad. El récord permanece imbatido.